# Einar Gjerstad
Einar Gjerstad (né le 30 octobre 1897 à Örebro;décédé le 8 janvier 1988 à Lund) est un archéologue suédois spécialiste de l’Antiquité méditerranéenne, connu pour ses travaux sur Chypre, et ses études sur la Rome primitive.
De 1927 à 1931, Einar Gjerstad réalise des fouilles à Chypre. De 1935 à 1940, Gjerstad exerce comme directeur de l’Institut suédois d’études classiques de Rome. De 1953 à 1973 il publie un important inventaire en 6 volumes des éléments archéologiques découverts dans la zone archéologie du vieux forum de Rome, mais dont les datations et la théorie de formation de Rome par un synœcisme unissant des villages implantés sur les collines ont été remises en cause par la suite. Très débattue par ses confrères et révisée par H. Müller-Karpe et R. Peroni en 1962,  sa chronologie archéologique de la Rome archaïque a fini par être admise comme cadre de référence.

## Publications
- 1926 Studies on Prehistoric Cyprus
- 1934 The Swedish Cyprus Expedition: Finds and Results of the Excavation in Cyprus 1927-1931. Vol. I
- 1935 The Swedish Cyprus Expedition: Finds and Results of the Excavation in Cyprus 1927-1931. Vol. II
- 1937 The Swedish Cyprus Expedition: Finds and Results of the Excavation in Cyprus 1927-1931. Vol. III
- 1953 Early Rome Vol. I: Stratigraphical researches in the Forum Romanum and along the Sacra Via
- 1956 Early Rome Vol. II: The tombs
- 1960 Early Rome Vol. III: Fortifications, domestic architecture, sanctuaries, stratigraphic excavations
- 1962 Legends and Facts of Early Roman History
- 1966 Early Rome Vol. IV: Synthesis of archaeological evidence
- 1973 Early Rome Vol. V: The written sources
- 1973 Early Rome Vol. VI: Historical survey
- 1980 Ages and Days in Cyprus, Paul Åström, Göteborg.